# Abbaye de Roggenburg
L'abbaye de Roggenburg est une collégiale des Prémontrés, située à Roggenburg, dans l'arrondissement de Neu-Ulm en Bavière. Elle est gérée comme prieuré dépendant de l'abbaye de Windberg, dans le sud de la Bavière.
Le monastère dispose d'un centre de formation et d'un musée. Il est connu pour ses bâtiments baroques conservés pratiquement sans modification, et par les concerts d'orgue qui ont lieu dans son église.

## Histoire

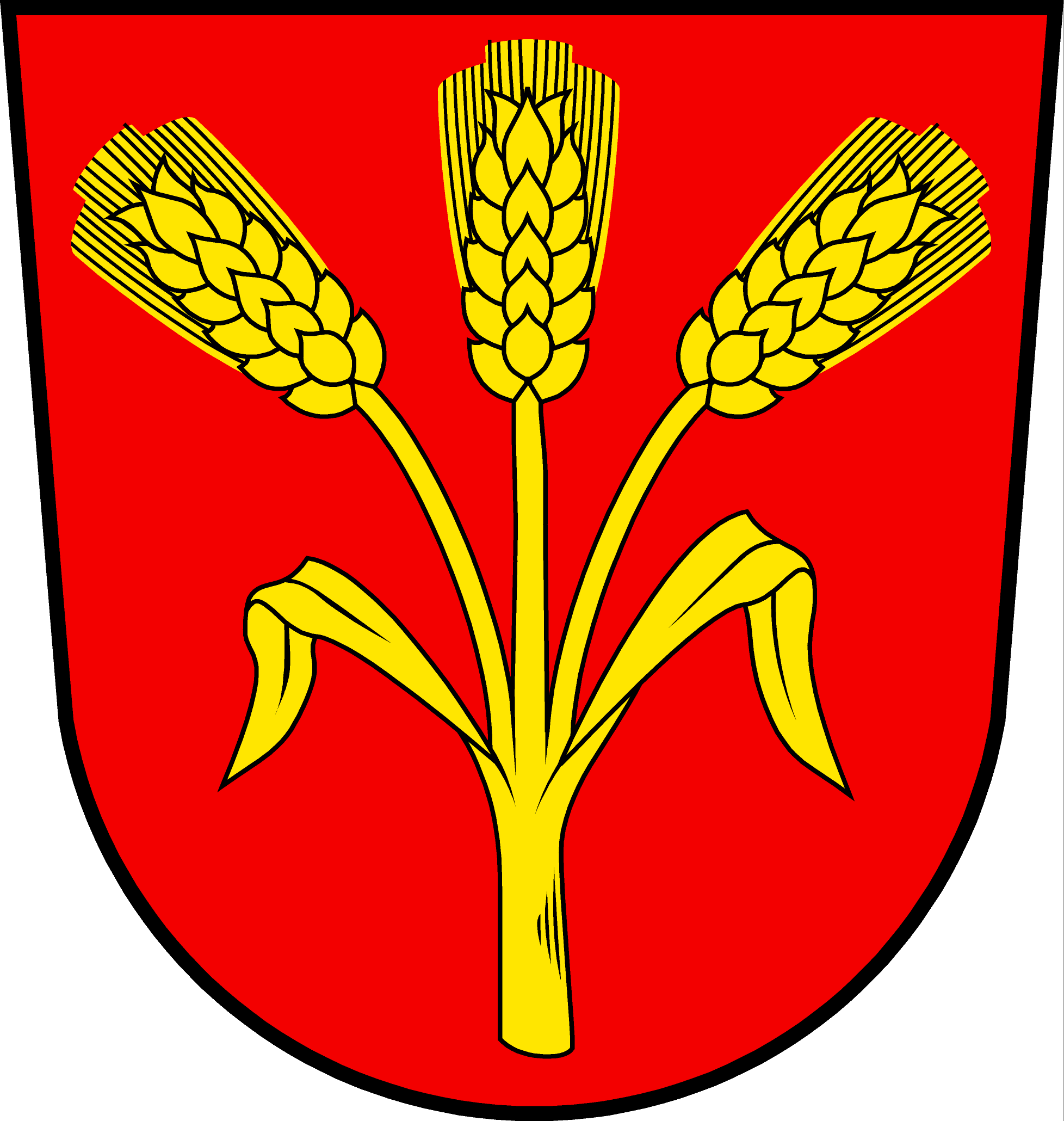
Blason de l’abbaye de Roggenburg.

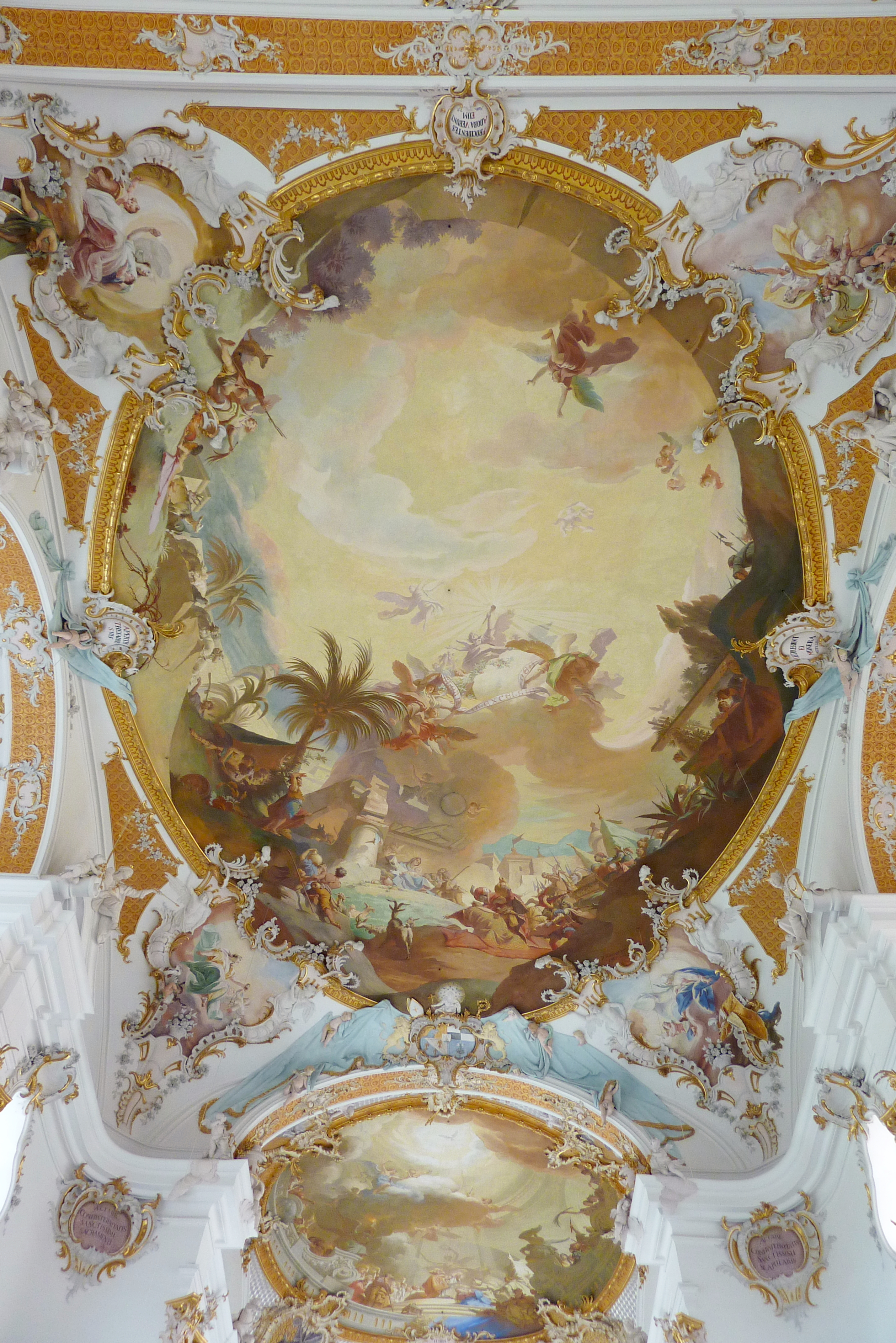
Fresque de la Nativité.

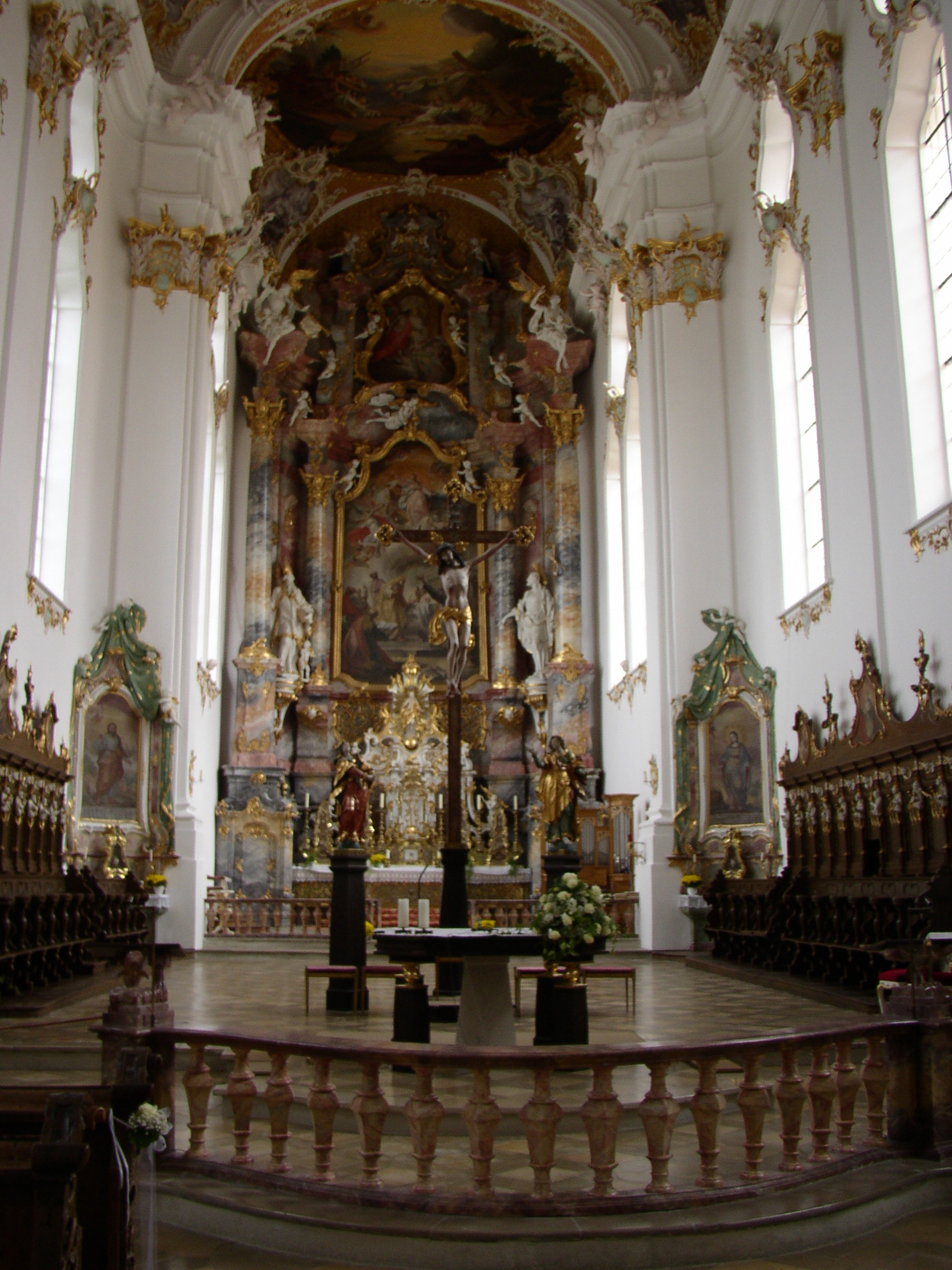
Chœur de l’église abbatiale.

Le monastère est fondé, en 1126, par les trois frères Berthold, Siegfried et Konrad von Biberegg. Ils se manifestent ainsi comme partisans du Pape dans l'opposition anti-impériale ; la fondation de monastères est alors un acte d'allégeance fréquent, parmi les nobles du sud de l'Allemagne. Konrad est évêque de Coire (1122–1145) et Siegfried est chanoine à Augsburg. Les premiers chanoines prémontrés viennent vers 1130 du couvent d'Ursberg situé à proximité. Ils érigent la première église du monastère. Le monastère est documenté pour la première fois en 1144. L'église est consacrée à sainte Marie et à saint Augustin en 1160.

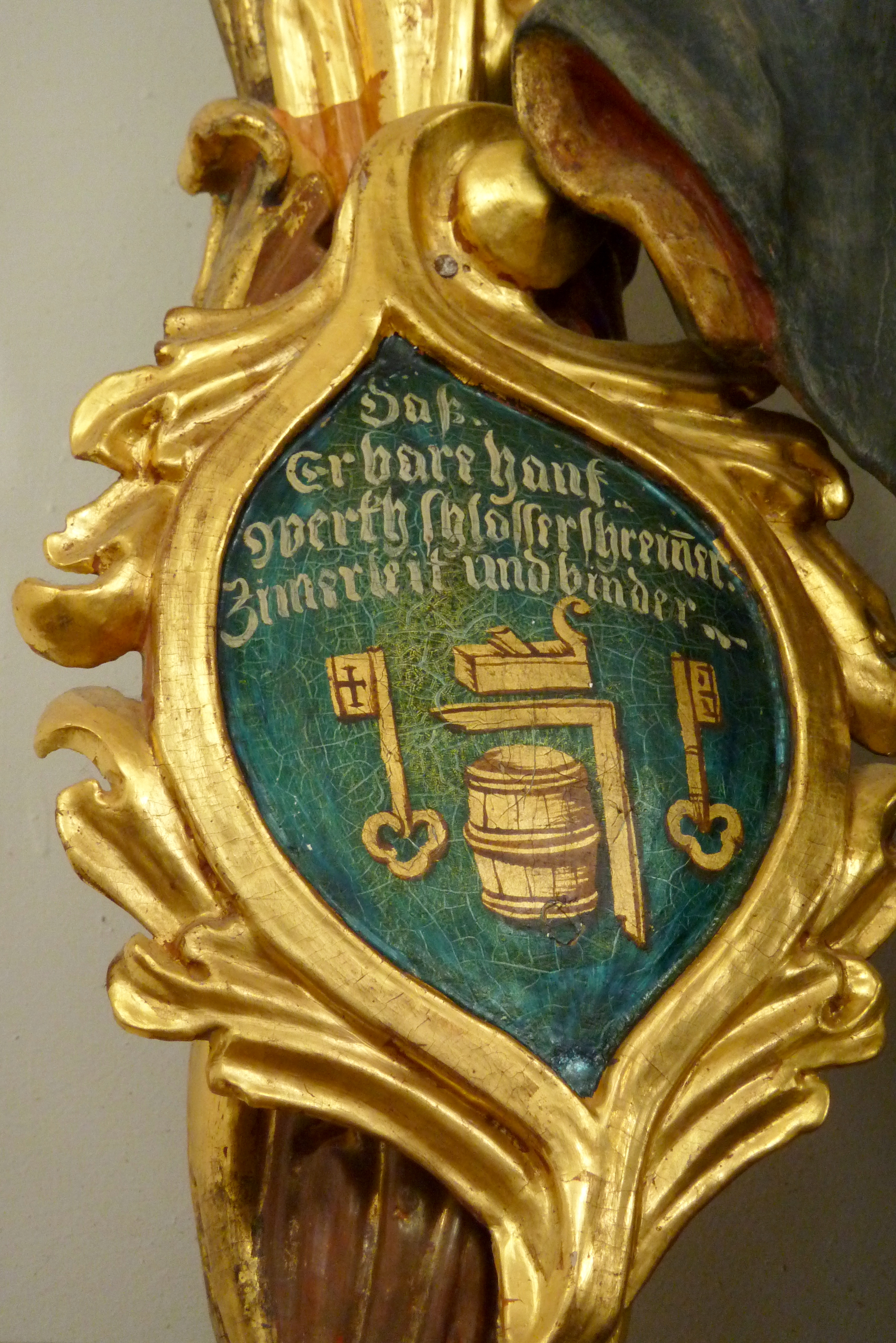
Insignes au pied de saint Éloi, patron des forgerons.

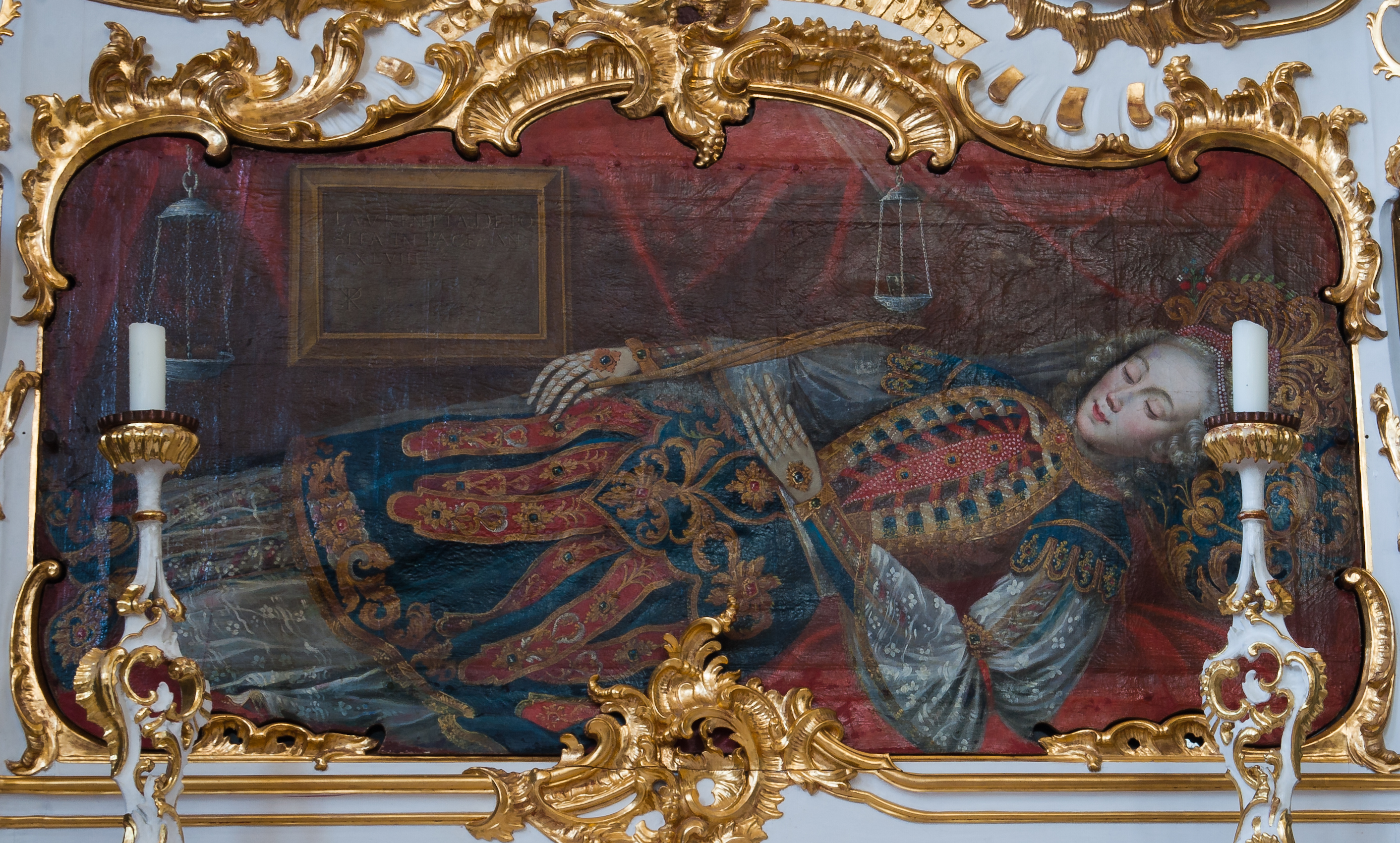
Sainte Laurence, patronne de la confrérie du scapulaire.

Rapidement, l'abbaye crée des filiales en Allemagne du Sud et en Suisse. L'abbaye œuvre avec énergie au maintien de la foi catholique dans sa région. Les chanoines soutiennent le culte de Marie et des saints, la vénération des reliques, la pratique des confréries et des processions. L'église acquiert progressivement diverses reliques, comme une goutte de sang sacré, un morceau de la Croix, un Clou saint, un morceau de la Sainte Lance, une copie du suaire de sainte Véronique ainsi que quatre corps sacrés de martyrs de catacombes romaines. Des reliques sont toujours visibles dans les parties basses des autels latéraux.
Le territoire du monastère était dès le départ assez généreusement attribué pour assurer l’existence des chanoines. Une bonne gestion et l'acquisition d'autres propriétés contribuent à élargir la propriété qui atteint 25 villages sur une superficie de 50 km2 au XVIIIe siècle. À la sécularisation, l'ensemble est nettement plus grand encore.

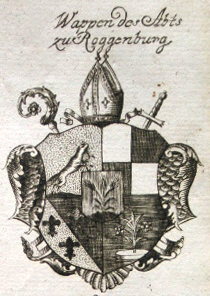
Blason de l'abbé en 1767.

Le monastère est élevé au rang d'abbaye en 1444. La situation géographique place l'abbaye dans la zone de conflit entre la maison des Wittelsbach et celle des Habsbourg, puis entre les forces protestantes et catholiques, et elle sait en tirer profit pour assurer sa notoriété et son influence. L'immédiateté impériale est attestée pour la première fois vers 1482-1485. D'autres écrits confirment ce statut à plusieurs reprises durant la première moitié du XVIe siècle. Elle est acquise définitivement en 1544, et depuis 1547 l'abbé de Roggenburg pouvait siéger, lors des diètes d'Empire, sur le ban des prélats souabes. Un des abbés du monastère, l’abbé Georges IV, occupe depuis 1768 une place dirigeante au sein des prélats impériaux souabes.
En avril 1525 le monastère est pillé un jour durant la Révolte des Rustauds par la bande de Leipheim, puis le lendemain par la bande d'Illertissen. Elles causent des dégâts et destructions dans les bâtiments sans mettre en danger son existence. L'abbaye ne souffre ni de la Réforme protestante ni de la guerre de Trente Ans.
Au XVIIIe siècle, l'abbaye vit une période de grande prospérité. Elle abrite en moyenne 40 chanoines. Des transformations importantes sont entreprises. Les bâtiments du monastère et son église sont transformés en style baroque ; ils existent tels quels encore aujourd'hui. Le couvent est reconstruit à partir de 1732, l'église est reconstruite de 1752 à 1758. Ces chantiers s'étendent aussi aux églises et monastères dépendant de l'institution mère. Ils procurent du travail pendant des décennies à des ouvriers et artisans. De plus, le Stift est un facteur économique et administratif important qui occupe une centaine de personnes dans la gestion, l'agriculture, l'artisanat, comme la menuiserie, boulangerie, forge, sellerie, brasserie. L'abbaye remplit également des charges sociales.
L'abbaye est aussi un centre de rayonnement culturel de haut niveau, avec des musiciens et compositeurs, des historiens, traducteurs, juristes. Un internat héberge alors des jeunes élevés selon les principes de l'éducation jésuite.
Le Reichsstift est sécularisé en 1802 et occupé par l'armée bavaroise; le dernier abbé, Thaddäus Aigler, est congédié avec les 34 chanoines restants et le monastère est dissous. Au moment de la sécularisation, le domaine de l'abbaye comprend environ 112 km2 et entre 3 300 et 5 000 habitants.
Au XIXe siècle, le monastère abrite le tribunal régional et l'administration financière des domaines royaux, puis une école ménagère, un couvent de Franciscaines de Dillingen, et après la seconde Guerre mondiale des expulsés des régions de l'Est de l'Allemagne, et finalement la paroisse.
En 1982, des moines prémontrés reviennent au monastère. Dix ans plus tard, en 1992, l’institution est élevée au rang de prieuré de l'abbaye de Windberg. Le monastère s'est doté d'un centre de formation, d'un musée, d'un lieu de restauration et d'une boutique offrant des articles de dévotion et des produits locaux.

## L'église abbatiale
L'église, une construction majeure du rococo de Souabe, est édifiée de 1752 à 1758 selon les plans de Simpert Kraemer. C'est une église en forme de croix latine. La nef unique avec un transept et deux tours jumelles mesure 70 mètres de long, 35 mètres de large et une hauteur de 28 mètres Les deux clochers ont une hauteur de 70 mètres. L'église est, comme d'usage chez les Prémontrés, intégrée au monastère et n'a donc pas façade d'entrée le long de l'axe longitudinal.Elle est aujourd'hui église paroissiale et dédiée à l'Assomption de Marie.

### Intérieur

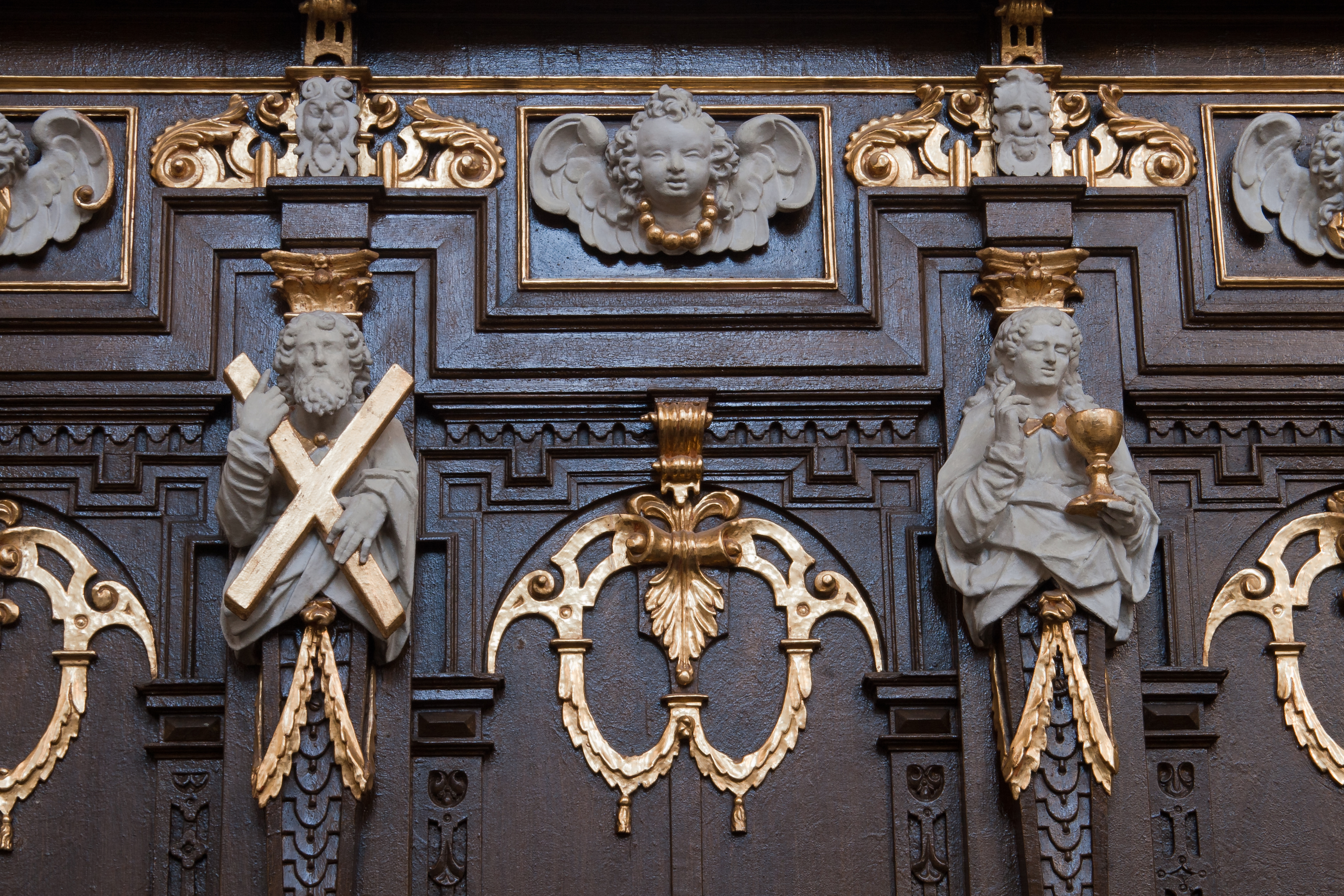
Sculptures d'André et de Jean. Troisième siège de la rangée supérieure des stalles Nord. Christoph Rodt (vers 1628).

Les stucs ont probablement été réalisés par des stucateurs de l'École de Wessobrunn. Les fresques du plafond, œuvres du peintre Franz Martin Kuen (de), ont disparu lors de l'effondrement du plafond en 1845, et elles ont été remplacées en 1900. Comme d'usage chez les Prémontrés, elles représentent la Nativité, en réminiscence de la fondation de l'ordre, à la Noël 1121.
Les retables du maître-autel et des autels latéraux sont également de Franz Martin Kuen. Les grandes figures du maître-autel sont l'œuvre du sculpteur Anton Sturm (de). Elles représentent à gauche saint Augustin, vu comme auteur de la règle monacale et à droite Jean-Baptiste, le patron de l'ordre. Les sculptures de l’autel de la croix et des autels latéraux proviennent l'église précédente et ont été réalisées en 1628 par Christoph Rodt . Les stalles du chœur qui offrent des places pour 50 moines proviennent également de l'ancienne église.

### Charpente
Une particularité de l'église est la construction retenue pour supporter la structure du toit. La charpente est construite selon une technique spéciale dont la principale caractéristique est que la structure repose sur les murs, mais sans les écarter notablement vers l'extérieur. Par conséquent, ils n'ont pas besoin d'être stabilisés latéralement. Le plafond de l'église est suspendu à la structure du toit. Ce type de construction de toit est probablement très rare et unique en Allemagne du Sud. Sa hauteur correspond à environ trois étages.

### Orgue

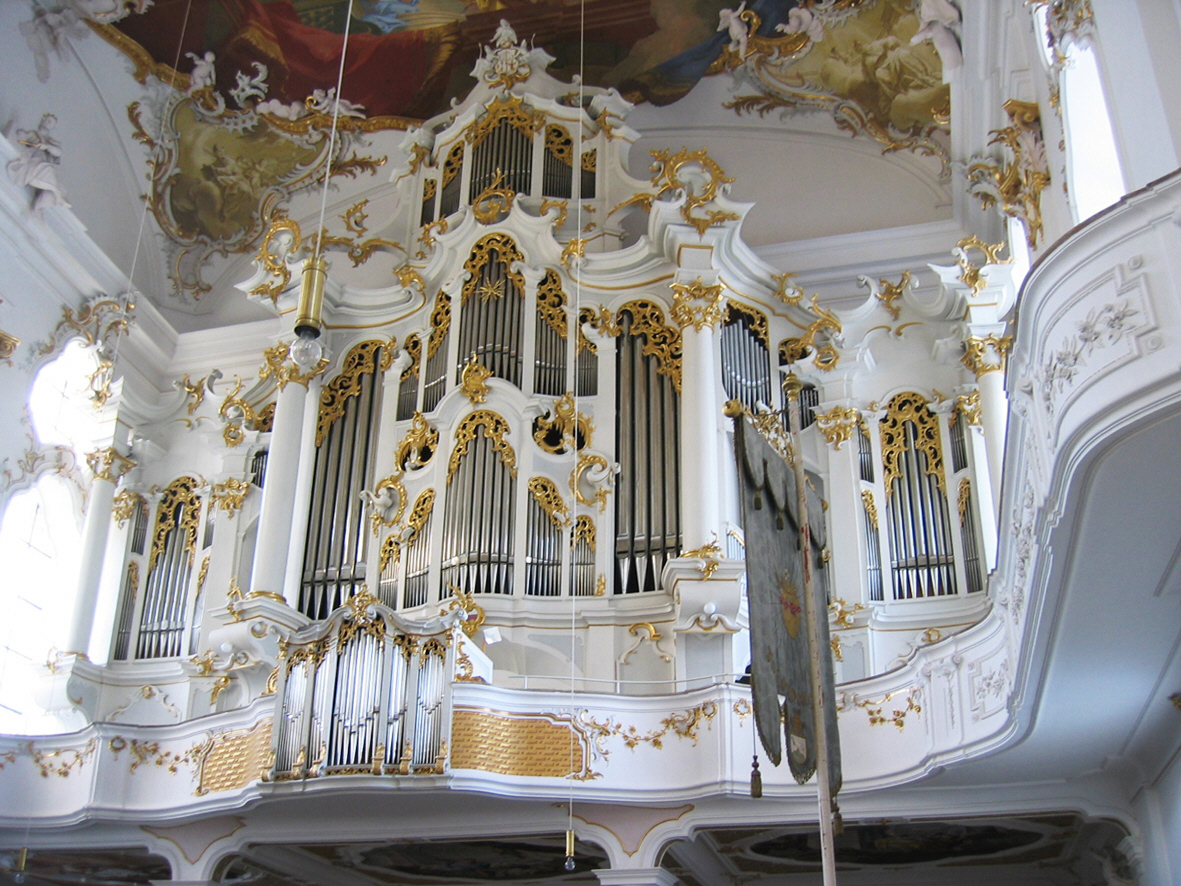
Le buffet d'orgue de Roggenburg.

L'orgue est appelé, en langage populaire, « die große Roggenburgerin » à cause de son imposant buffet qui figure parmi les plus élégants de l'Allemagne du Sud. Le buffet est construit par la famille Bergmüller (de), spécialisée dans la menuiserie d'autels. Le premier orgue, est créé en 1761 par le facteur d'orgue Georg Friedrich Schmahl (de) travaillant à Ulm. Durant les 250 années suivantes l'orgue a été modifié et remanié de nombreuses fois. À la fin du XVIIIe siècle Johann Nepomuk Holzhey donne à l'orgue a une « tonalité française ».
En 1905, c'est un orgue romantique tardif qui prend la suite, remplacé en 1955-1956 par un orgue néo-baroque. Cet orgue est remanié trente ans plus tard, et en 2008 un nouvel orgue est installé, toujours dans le buffet. Un orgue de chœur relié électroniquement à l'orgue principal élargit le spectre sonore. L'orgue principal a 56 registres, l'orgue de chœur en possède sept.

### Cloches
Le carillon consiste en sept cliches réparties sur les deux clochers. Cinq d'entre elles ont une valeur historique, les deux autres ont été fondues au XXe siècle.
| N° | Année | Fondeur, Lieu              | Masse (kg) | Note | Remarques |
| -- | ----- | -------------------------- | ---------- | ---- | --- |
| 1  | 1512  | Jörg Kastner, Ulm          | ~2 500     | Re   | Clocher Nord, „Große Glocke“, consacrée à Marie, Jean-Baptiste et Augustin                                         |
| 2  | 1512  | Jörg Kastner, Ulm          | ~1 000     | Mi   | Clocher Nord, « Zwölferin », consacrée aux quatre évangélistes, saint Anne et Marie                                |
| 3  | 1934  | Anton Gugg, Straubing      | ~550       | Sol  | Clocher Nord, « St.Norbertus », provient de l’abbaye de Windberg, installée en 2000                                |
| 4  | 1970  | Karl Czudnochowsky, Erding | 505        | La   | Clocher Sud, « St. Joseph », remplace une cloche du XIXe siècle réquisitionnée pendant la Première Guerre mondiale |
| 5  | 1500  | inconnu                    | ~500       | Do2  | Clocher Sud, « Elferin », consacrée au Sacré Cœur                                                                  |
| 6  | 1665  | Famille Sartor, Memmingen  | ~250       | Do#3 | Clocher Sud, consacrée à la Vierge et Mère de Dieu                                                                 |
| 7  | 1617  | Hans Braun, Ulm            | ~180       | Mi2  | Clocher Sud, la plus petite cloche, elle porte l'inscription « Jesus Nazarenus – Rex Iudeorum »                    |